# 카이로스

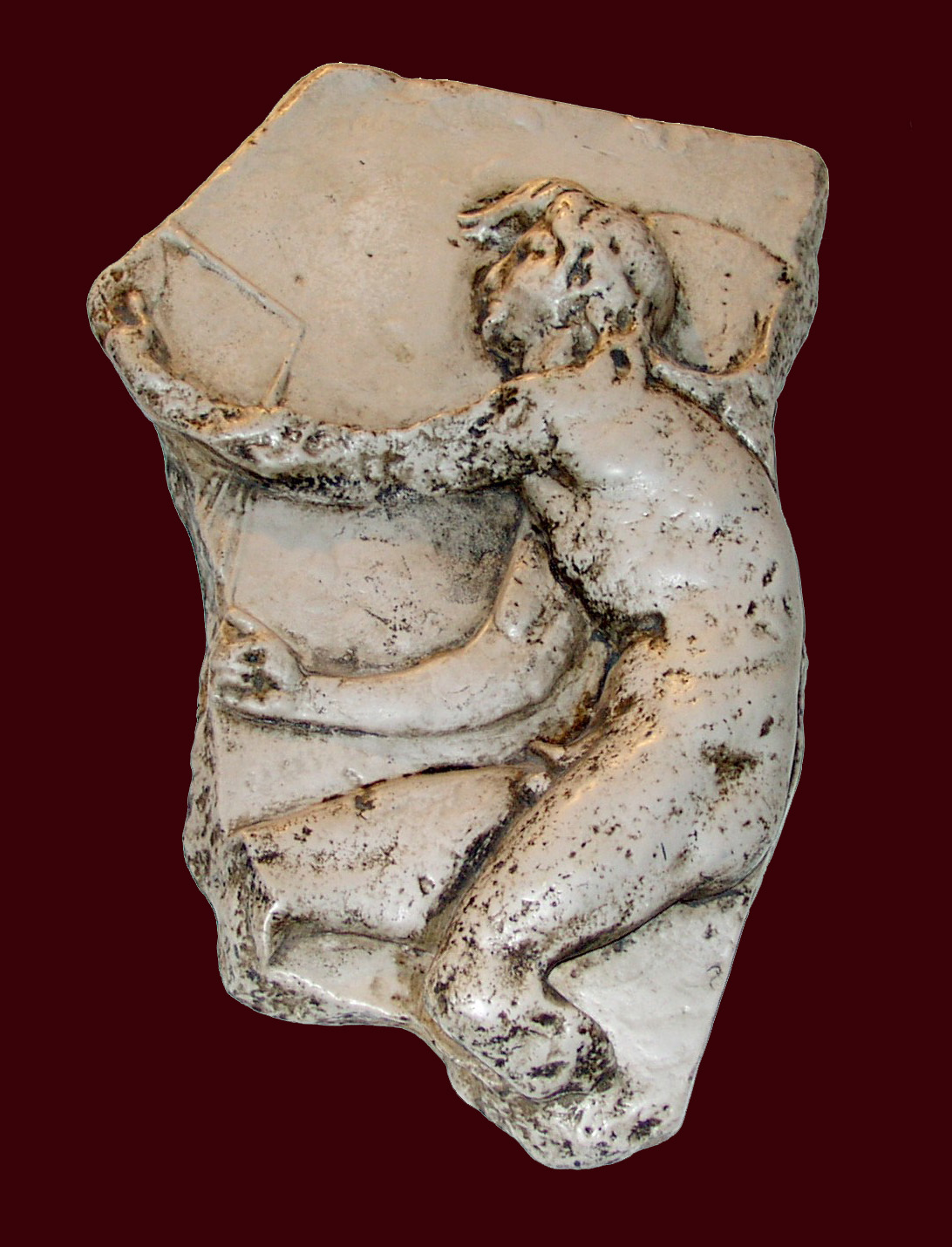
Kairos-Relief von Lysippos, Kopie in Trogir

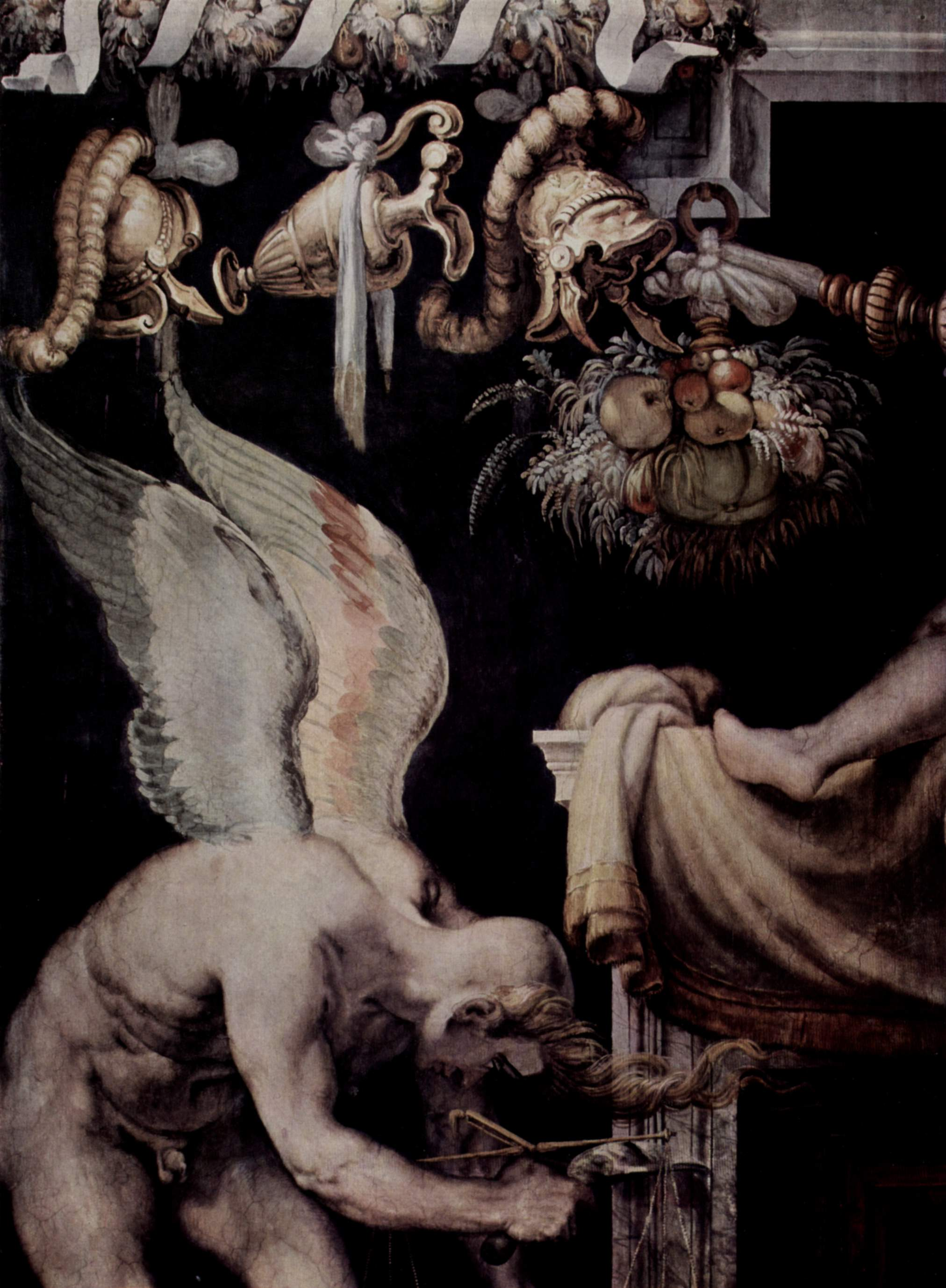
카이로스(프란체스코 사르비아티화)

카이로스(고대 그리스어: Καιρός, 라틴 문자전사: Kairos, 라틴어형: Caerus)는 그리스어로 '기회 (찬스)'를 의미하는 καιρός를 신격화한 남성신이다. 원래는 '새긴다'라는 의미의 동사에 유래하고 있었다고 한다. 히오스의 비극 작가 이온에 의하면, 제우스의 막내아들로 되어 있다.
카이로스의 풍모의 특징으로서 두발을 들 수 있다. 후대에서의 그의 조각은 앞머리는 길지만 후두부가 벗겨진 미소년으로서 나타내지고 있어 '기회의 신은 앞머리 밖에 없다' 즉 '호기는 빨리 포착하지 않으면 나중에 파악할 수 없다'라는 의미이지만, 이 속담은 이 신에 유래하는 것이다고 생각된다. 또, 양다리에는 날개가 뒤따르고 있다고도 한다. 올림피아에는 카이로스의 제단이 있었다.
그리스어에서는 '때'를 나타내는 말이 καιρός (카이로스)와 χρόνος (크로노스)의 2가 있다. 전자는 '시각'을, 후자는 '시간'을 가리키고 있다.
또, '크로노스 시간'으로서, 과거부터 미래로 일정 속도·일정 방향으로 기계적으로 흐르는 연속한 시간을 표현해, '카이로스 시간'으로서, 일순간이나 인간의 주관적인 시간을 나타내기도 한다.

## 같이 보기
- 설득의 방식
- 카르페 디엠
- 메들렌 렝글

## 참고 문헌
- 고우즈 하루시게 '그리스·로마 신화 사전' 이와나미 서점, 1960년.